# Заря (Беловский район)
Заря́ — посёлок в Беловском районе Кемеровской области. Входит в состав Старопестеревского сельского поселения.

## География
Центральная часть населённого пункта расположена на высоте 260 метров над уровнем моря.

## Население
По данным Всероссийской переписи населения 2010 года, в посёлке Заря проживает 184 человека (86 мужчин, 98 женщин).